# 長谷川ゆかり
長谷川 ゆかり（はせがわ ゆかり、1985年10月25日 - ）は、2004年3月31日に解散したWhiteberryのメンバーで、日本のベーシスト。
北海道北見市出身。血液型B型。北海道北見柏陽高等学校、帝京大学卒業。
既婚者。

## 人物
- Whiteberryの結成当時からのメンバーであり、同バンドの前身であるストロベリーキッズの初代ボーカルだったが、後に前田由紀にボーカル交代。バンド解散までベーシストを務めた。
- 使用が確認されているベースはアイバニーズEDB600GP（夏祭りのPVで使用されていた黒いベース）とフェルナンデス社製の長谷川ゆかりオリジナルモデルの赤いベース（ルビィサンチュッチュ）だった。
- 特技はダジャレで、ムードメーカー的存在であった。ちなみに、2歳下の妹もWhiteberryに加入していた時期があった。
- バンド解散後は、帝京大学に進学。現在は、公に音楽活動を行っておらず、引退したものとみられる[1]。